# Psyrassa nigroaenea
Psyrassa nigroaenea là một loài bọ cánh cứng trong họ Cerambycidae.